# Christoffer Eriksson
Christoffer Eriksson (ur. 17 lutego 1989) – szwedzki biathlonista. W zawodach Pucharu Świata zadebiutował w sezonie 2010/2011 w Oberhofie. Zajął tam dwunaste miejsce w sztafecie, a dzień później został zgłoszony do sprintu, ostatecznie jednak nie wystartował. Pierwsze pucharowe punkty zdobył 1 grudnia 2012 roku w Östersund, gdzie zajął 26. miejsce w sprincie. W sezonie 2013/2014, podczas zawodów w Hochfilzen wspólnie z Björnem Ferrym, Fredrikiem Lindströmem i Carlem Johanem Bergmanem zajął drugie miejsce w sztafecie.

## Osiągnięcia

### Puchar Świata

#### Miejsca w klasyfikacji generalnej
| Sezon     | Miejsce          |
| --------- | ---------------- |
| 2010/2011 | nieklasyfikowany |
| 2011/2012 | nieklasyfikowany |
| 2012/2013 | 83.              |

#### Miejsca na podium chronologicznie
Jak dotąd Eriksson nie stał na podium indywidualnych zawodów PŚ.

### Mistrzostwa świata
| 2013 Nové Město (Czechy) | 61. miejsce (SP), 63. miejsce (PU) |

### Mistrzostwa świata juniorów
| 2009 Canmore (Kanada) | 20. miejsce (IN), 44. miejsce (SP), 32. miejsce (PU), 8. miejsce (RL) |
| 2010 Torsby (Szwecja) | 23. miejsce (IN), 30. miejsce (SP), 31. miejsce (PU), 5. miejsce (RL) |

### Mistrzostwa Europy
| 2010 Otepää (Estonia) | 18. miejsce (IN), 16. miejsce (SP), 16. miejsce (PU), 6. miejsce (RL) |

### Puchar IBU

#### Miejsca w klasyfikacji generalnej
| Sezon     | Miejsce          |
| --------- | ---------------- |
| 2006/2007 | nieklasyfikowany |
| 2007/2008 | nieklasyfikowany |
| 2008/2009 | 112              |
| 2009/2010 | nieklasyfikowany |
| 2010/2011 | 67               |

#### Miejsca na podium chronologicznie
Jak dotąd Eriksson nie stał na podium indywidualnych zawodów Pucharu IBU.